# Platygaster xeneus
Platygaster xeneus är en stekelart som beskrevs av Walker 1838. Platygaster xeneus ingår i släktet Platygaster och familjen gallmyggesteklar. Inga underarter finns listade i Catalogue of Life.